# Natri acetat
Natri acetat, (hay natri etanoat) là muối natri của axit acetic có công thức hóa học CH3COONa Nó là hóa chất rẻ được sản xuất hàng loạt và có nhiều ứng dụng.

## Ứng dụng

### Công nghiệp
Natri acetat được dùng trong công nghiệp dệt để trung hòa nước thải có chứa axít sunfuric, và như là chất cản màu trong khi dùng thuốc nhuộm anilin. Nó còn là chất tẩy trong nghề thuộc da, và nó giúp làm trì hoãn sự lưu hoá chloropren trong sản xuất cao su nhân tạo.

### Thực phẩm
Natri acetat có thể được thêm vào thực phẩm như là một gia vị. Nó cũng có thể được dùng trong dạng natri điacetat — một hợp chất tỉ lệ 1:1 của natri acetat và axit acetic, với số E E262. Dạng này dùng thường xuyên trong các gói khoai tây chiên ở Mỹ. Nhiều loại hàng Mỹ, kể cả hãng quốc gia Frito Lay, bán những gói khoai tây chiên mà có chứa chất này, cùng với lactose và một tỉ lệ nhỏ các chất khác, thay cho muối và giấm thực sự.

### Dung dịch đệm
Là base liên hợp của một axit yếu, dung dịch natri acetat và axit acetic có thể hoạt động như là một chất đệm để giữ cho độ pH ổn định một cách tương đối. Điều nay thực sự có ích đặc biệt trong các ứng dụng hóa sinh nơi mà các phản ứng phụ thuộc vào độ pH.

### Miếng sưởi (heating pad)
Natri acetat còn được dùng trong việc tiêu thụ chất đệm đun nóng, sưởi tay (hand warmer) và trong băng nóng (hot ice). Tinh thể natri acetat ngậm 3 nước (CH3COONa·3H2O) tan chảy ở 58 ℃, hòa tan trong nước kết tinh. Khi đun nóng lên 100 ℃, và rồi được làm lạnh, dung dịch trở nên quá bão hòa. Dung dịch này có khả năng làm chậm đông đến nhiệt độ phòng mà không bị kết tinh. Bằng cách cho hai đĩa kim loại va vào nhau trong chất đệm đun nóng, một trung tâm có cấu tạo hạt nhân được hình thành mà làm cho dung dịch kết tinh hóa thành natri acetat ngậm 3 nước dạng rắn một lần nữa. Quá trình liên kết của sự kết tinh có tỏa nhiệt, sau đó nhiệt tỏa ra. Nhiệt tỏa ra của sự nấu chảy vào khoảng 264–289 kJ/kg. Khác với những chất giữ nhiệt khác mà phụ thuộc vào những phản ứng một chiều, natri acetat dễ dàng nạp lại nhiệt bằng cách đun nóng chảy cho đến khi tất cả các tinh thể bị tan chảy. Vì thế, nó có thể tái chế không ngừng.

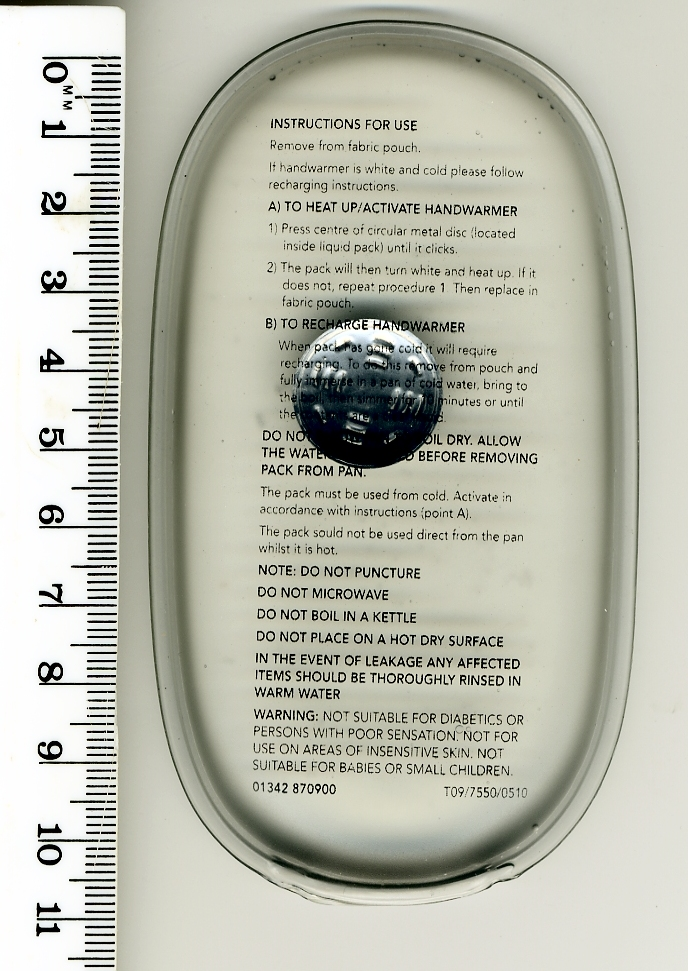
Một cái sưởi tay giá rẻ chứa dung dịch natri acetat quá bão hòa mà có thoát nhiệt trên sự kết tinh

## Điều chế

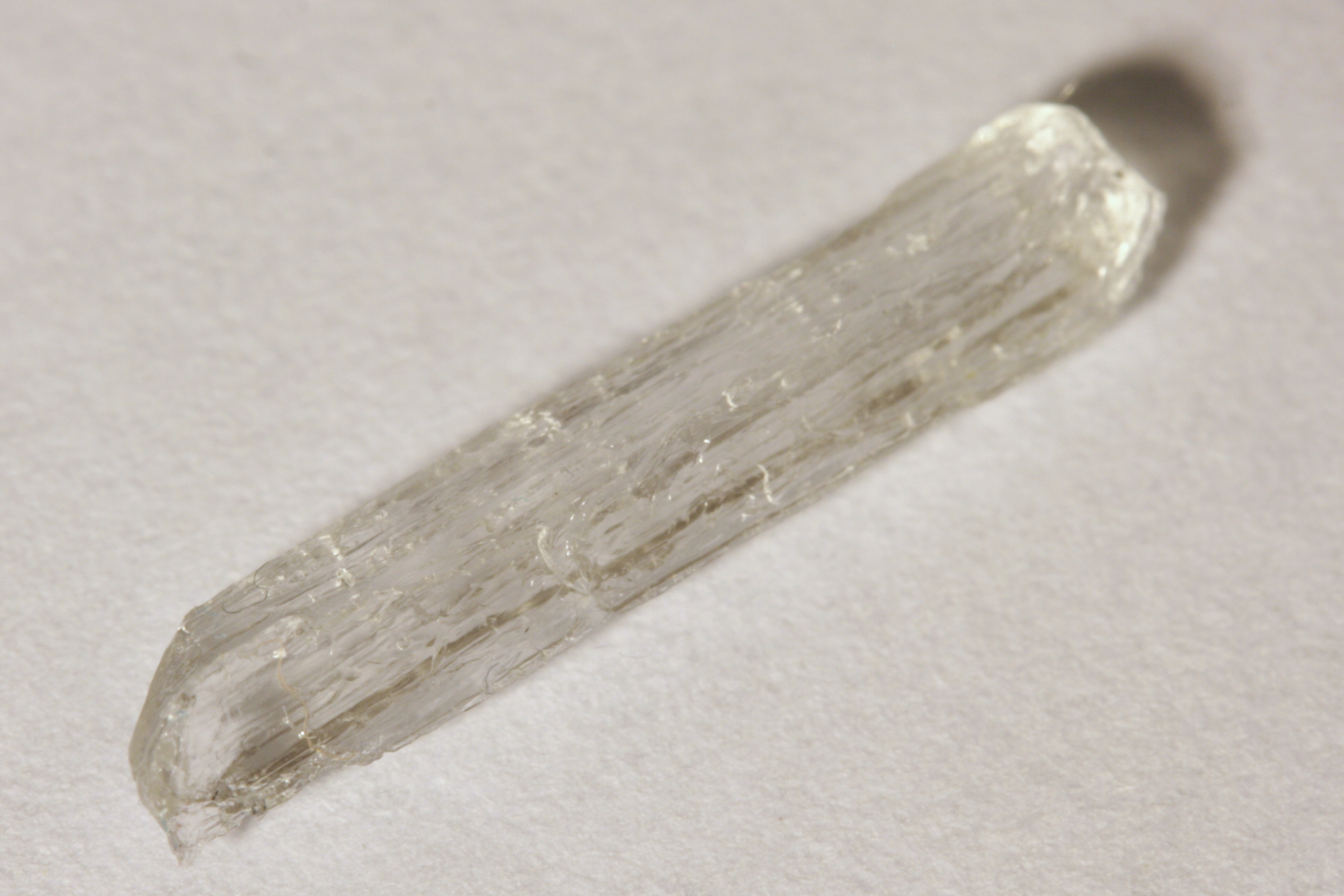
Một tinh thể natri acetat ngậm 3 nước (dài 1,7 cm)

Natri acetat không đắt, cho nên nó được mua thường xuyên từ người cung cấp hóa chất, thay vì phải tổng hợp từ phòng thí nghiệm. Nó thỉnh thoảng được sản xuất trong các thử nghiệm trong phòng thí nghiệm bởi phản ứng của axit acetic với natri carbonat, natri bicarbonat, hay natri hydroxide. Những phản ứng này tạo ra natri acetat cùng với nước. carbon dioxide được tạo ra trong phản ứng với natri carbonat và bicarbonat, và nó thoát ra khỏi bình phản ứng dưới dạng khí (ngoại trừ có áp suất được giữ ổn định).
CH3–COOH + Na+[HCO3]– → CH3–COO– Na+ + H2O + CO2↑
Phản ứng này còn được biết là "phản ứng núi lửa" giữa bột nở và giấm.

## Các phản ứng
Natri acetat có thể dùng để điều chế este với một alkyl halide như là brometan:
H3C–COO– Na+ + Br–CH2–CH3 → H3C–COO–CH2–CH3 + NaBr
Trong phản ứng này, natri acetat được thêm vào với caesi để gia tăng tính ưa hạt nhân của gốc carboxylat.
Natri acetat có thể dùng để tạo "phản ứng băng nóng", khi dung dịch siêu bão hòa của natri acetat với nước được làm lạnh dưới nhiệt độ nóng chảy của natri acetat và đóng băng khi đưa một tinh thể natri cetat vào dung dịch.